# Падевий мед

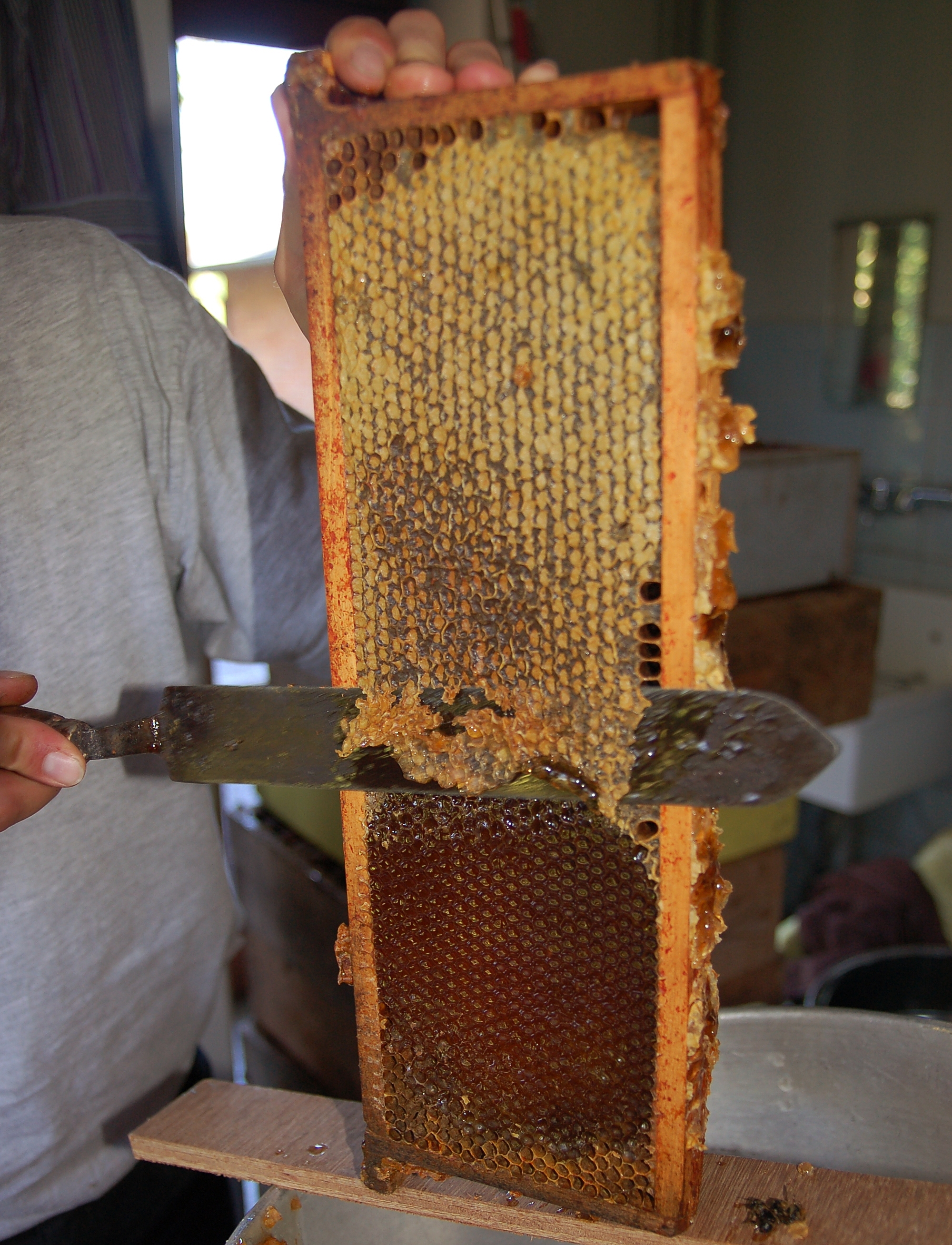

Падевий мед — мед, джерелом якого є падь тваринного походження (солодка клейка рідина на листках рослин, що являє собою солодкі виділення комах, в основному попелиці) або медяна роса (солодкий сік, який виступає на листках або хвої під впливом різкої зміни температури). На відміну від нектару падь не містить фітонцидів та інших антибіотичних речовин, що оберігають від розвитку мікроорганізмів. У бджіл, що харчуються паддю тваринного походження скорочується тривалість життя більше, ніж у 2 рази, тому бджоли ніколи не збирають падь при наявності в природі квітучих нектароносних рослин. На відміну від натурального меду, падевий містить менше інвертованих цукрів (моносахаридів), значно більше дисахаридів (цукру, не переробленого бджолами) і втричі більше декстринів. Має підвищену кислотність.
Падевий мед відрізняється в'язкістю, тягучістю й відсутністю «медового» запаху, рідко буває світло-коричневого, частіше коричневого або темного кольору, іноді з зеленуватим відтінком (наприклад, від попелиць на дубі). На смак він дуже солодкий, але без специфічного смаку нектарного меду. Також падевий мед гігроскопічніший, ніж нектарний, швидше закисає, особливо після відкачування з незапечатаних бджолами комірок.
У багатьох країнах Західної Європи падевий мед збирається в основному з медяної роси, тому цінується вище квіткового. У ньому в 8 разів більше зольних елементів, в тому числі у 12 разів більше калію. 

## Методика визначення падевого меду
Вапняна проба, запропонована А. Ф. Губіним. Одну частину негашеного вапна (СаО) погасити у двох частинах дистильованої води, витримати суміш протягом 3-4 годин, помішуючи, потім дати їй відстоятися. Після цього вапняну воду злити. Хід аналізу: до однієї частини меду додати одну частину дистильованої води і 10 частин вапняної води. Суміш нагріти до кипіння. При наявності падевого меду або його домішок випадають пластівці.